# 理性無知
理性無知（英語：Rational Ignorance），是取得某議題上的知識所需的预期成本超过该知识带来的預期利益时，人们會傾向放棄取得該知識。
1957年，安东尼·唐斯在《民主的经济理论》中提出「理性無知」。
如果為了充分瞭解某項議題以做出明智决定，需付出的預期成本大於從該决定中获得的預期潜在利益，則保持在該項議題上的无知就會是「理性」選擇，反之，為這項議題花費時間、心力及成本，則會是不理性。在古典公共选择理论中，便認為對選民來說，選舉中一張選票對結果影響非常小，故花費心力熟悉公共議題不划算，理性自利的選民會選擇保持無知，即「理性無知」。
理性無知，最常見於经济学，特别是公共选择理论，但也用于研究理性和选择的其他学科，包括哲学的认识论和博弈论。

### 註腳
1. ↑  Downs. (1957), An Economic Theory of Democracy; New York: Harper & Brothers, 1957; p. 244–46, 266–71

### 文獻
- "Would Rational Voters Acquire Costly Information?" by Cesar Martinelli, Journal of Economic Theory, Vol. 129, Issue 1, July 2006, pp. 225–251
- "Rational Ignorance and Voting Behavior" by Cesar Martinelli, International Journal of Game Theory. Vol. 35, Issue 3, February 2007, pp. 315–335